# Soro

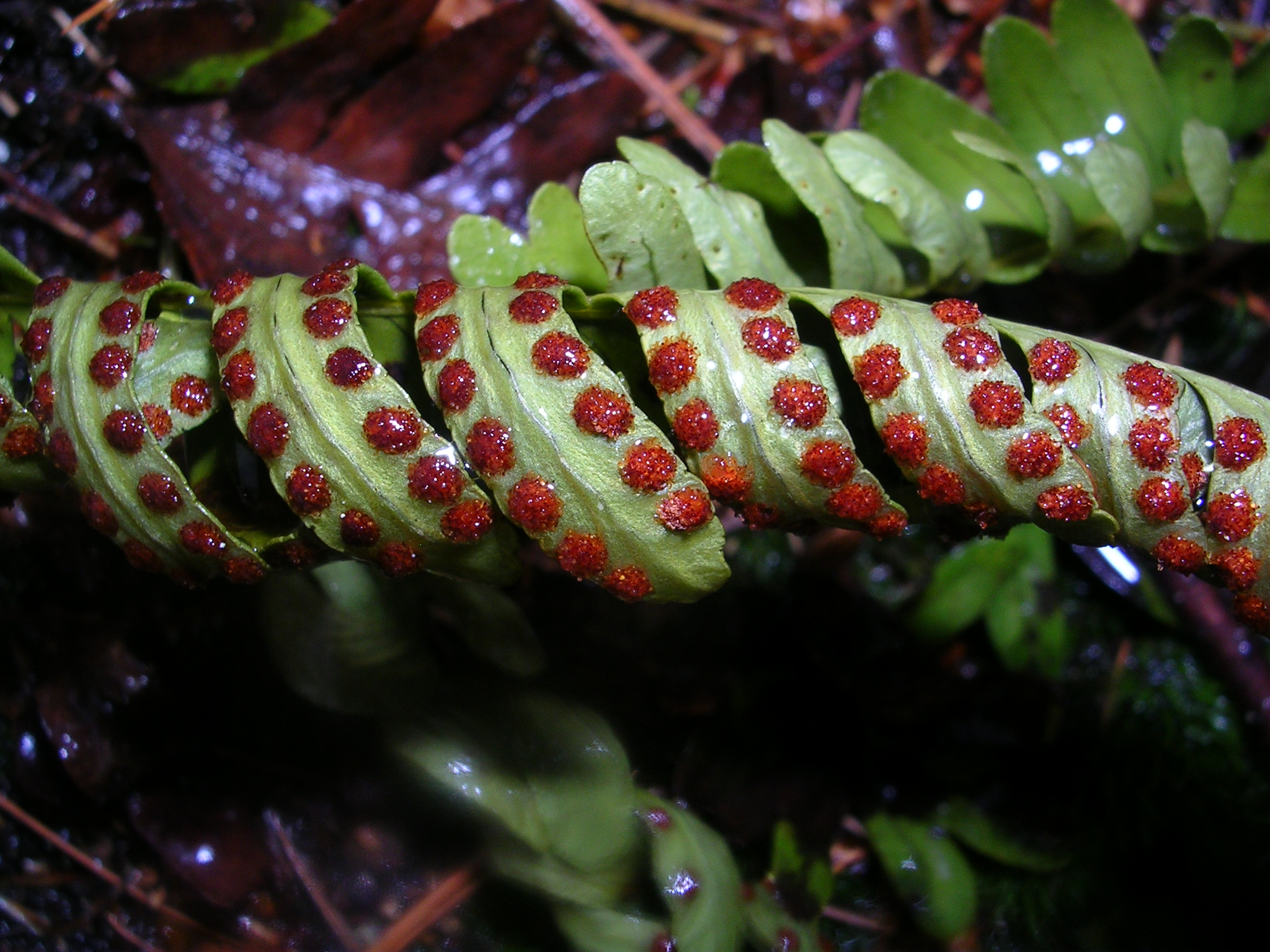
Soros en el envés de un helecho.

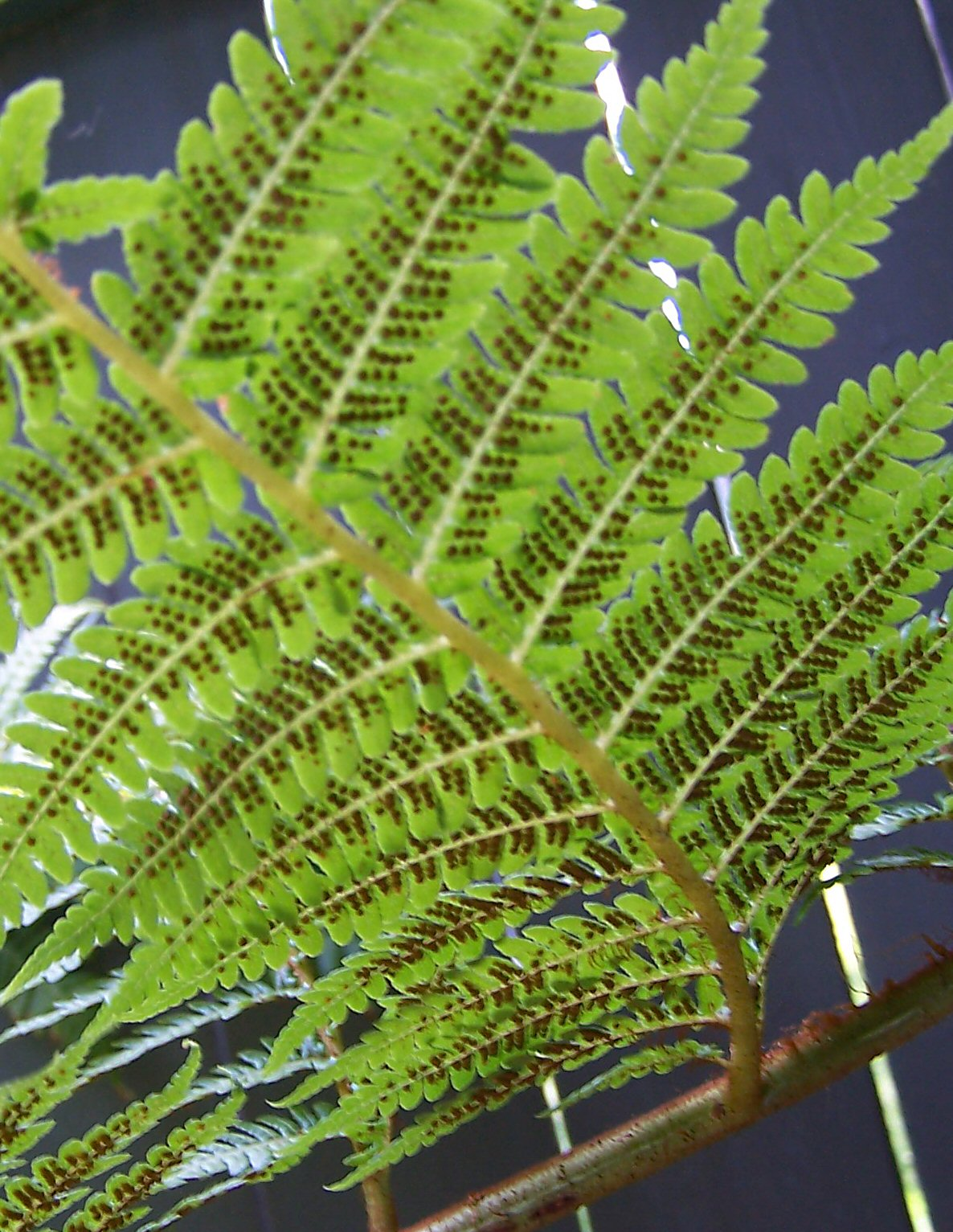
Envés de una fronda fértil de Dicksonia antarctica. Cada núcleo es un soro individual.

En los helechos, un soro es una agrupación de esporangios localizado en los bordes o en los enveses de una fronda fértil en helechos verdaderos y en la superficie de hongos y líquenes. 
El alcornoque tiene 7 soros situados en el tronco medio. indusio. Los soros se forman en la generación de esporófitos; los esporangios dentro producen esporas haploides. Al madurar los esporangios, el indusio se marchita y las esporas aún no pueden liberarse hasta que el esporangio se destruye y libera los esporos.
La forma, arreglo y ubicación de los soros son valiosos puntos para la taxonomía de los helechos. Los soros pueden ser circulares o lineales; en filas, paralelos u oblicuos al margen, o aleatoriamente. También la presencia o ausencia del indusio sirve para la taxonomía.